# Carl Lans
Carl Lans (Rotterdam, 19 oktober 1913 - Swolgen, 3 maart 1995) was een Nederlands auteur.

## Biografie
Lans, van oorsprong Rotterdammer, ontving een conservatoriumopleiding (viool), werd eerst onderwijzer en (noodgedwongen door de vooroorlogse crisis) rijksambtenaar. Hij werkte tot 1970 bij de afdeling sociale zaken van het Ministerie van Defensie waar hij zich goed op zijn plaats voelde.
Verschillende van zijn toekomstverhalen centreren zich dan ook rond dit ministerie.
Een oorlogsverwonding maakte een eind aan zijn vioolspel, waarna hij zes jaar solozang studeerde, compositieles nam, en circa 300 liederen en koorwerken schreef.
Niet meegerekend zijn muziekuitvoeringen bracht hij tussen 1956 en 1963 meer dan 70 hoorspel- en televisie-uitzendingen op zijn naam. Van zijn sociale stukken werd Ravijn het bekendst. Van zijn sciencefictionwerk zijn vooral Treinreis naar de Toekomst, Dubbelspion en Testbemanning bekend.
Het schrijven van hoorspelen had Carl zichzelf als hobby aangeleerd. Zijn hoorspel, de Apocriefe Haydn, over het leven van de componist Haydn gaf hem echter de nodige bekendheid. Daarnaast beschikte Carl ook over een technische knobbel wat hem bij het schrijven van testbemanning goed van pas kwam. Van testbemanning maakt hij een concept en na zijn uitleg was de KRO bereid om het hoorspel in 29 delen uit te zenden.
Testbemanning werd uitgezonden door de KRO als hoorspelserie Testbemanning in 1961/1962, en uitgegeven door uitgeverij A.J. Luitingh Laren N.H., eerst in twee gebonden delen Testbemanning - De Coördinator (1963) en Testbemanning - De Proctor (1964) en in 1966 in de vorm van twee Tijgerpockets: Wedloop met een Nova en Testwerelden van de Galaxie. Ook werd het eerste deel in 1966 in boekvorm (hardcover) uitgebracht door uitgeverij G. Konings en gedrukt bij uitgeverij Libra, beide uit Kontich, België onder de titel Testbemanning: 13 stappen naar de redding.
De KRO zond in 1963 het muziekhoorspel 'De liederen van een reizend gezel' met als sub-titel 'Hoe een Scheveningse jongen operazanger werd' van Carl Lans uit. Het hoorspel was gebaseerd op 'Lieder eines fahrenden Gesellen'-cyclus van Gustav Mahler. Het muziekhoorspel zou een geromantiseerde versie zijn de route die operazanger Cornelis Schell moest afleggen om operazanger te mogen worden.
Volgens Lans vereist het hoorspel als uitingsvorm ten opzichte van een roman een eigen compromis tussen menselijk handelen en menselijk zijn. In het hoorspel moet de klemtoon vallen op het menselijk handelen en daardoor blijven de achtergronden (wetenschappelijke, maatschappelijke en zielkundige) steeds een suggestie.
In 1964 en 1965 werd door de AVRO het door Lans geschreven Treinreis naar de Toekomst, een sciencefictionserie voor de jeugd, uitgezonden op televisie.
Naast zijn werk als (hoorspel)auteur vertaalde Lans ook een aantal Amerikaanse en Engelse sciencefictionromans naar het Nederlands.
Ook was hij redacteur van "SF-Tijgerpockets", een sciencefictionreeks van de Uitgeverij A.J. Luitingh te Laren N.H..
Toen zijn boek Werelden onder de horizon in 1970 werd uitgegeven was het een unicum: de eerste bundel oorspronkelijke Nederlandse sciencefiction verhalen. Deze serie novelles en korte verhalen gaat over verborgen en soms mysterieuze werelden. Ze beginnen in het heden en klimmen op tot in een oneindig verre toekomst. Bovendien spelen de verhalen zich af binnen Nederland, en zo ontstond ook een zekere samenhang, een continuïteit, al is de inhoud uiterst gevarieerd.

## Boeken
- Testbemanning: De Coördinator, 1963, Laren (NH): A.J. Luitingh (gebonden)
- Testbemanning: De Proctor, 1964, Laren (NH): A.J. Luitingh (gebonden)
- Dubbelspion (samen met Kees van Ginneken), 1964, Utrecht: N.V. Uitgeverij De Lanteern (ook gebonden uitgegeven bij de Vlaamse Boekcentrale, Antwerpen)
- Testbemanning: 13 stappen naar de redding, 1966, Kontich, België: G. Konings/Libra (Belgische gebonden editie van De Coördinator)
- Wedloop met een Nova, 1966, Laren (NH): A.J. Luitingh, Tijgerpockets (paperback editie van De Coördinator)
- Testwerelden van de Galaxie, 1966, Laren (NH): A.J. Luitingh, Tijgerpockets (paperback editie van De Proctor)
- Werelden onder de horizon, 1970, Laren (NH): A.J. Luitingh, Tijgerpocket (bundel korte verhalen en novellen)

## Hoorspelen
- Testbemanning
- Dubbelspion
- De Apocriefe Haydn
- Liederen van een reizend gezel (muziek-hoorspel gebaseerd op 'Lieder eines fahrenden Gesellen'-cyclus van Gustav Mahler)

## Televisieseries
- Treinreis naar de Toekomst AVRO (10 oktober 1964 - 19 juni 1965), sciencefictionserie voor de jeugd